# Omosessualità militare nell'antica Grecia

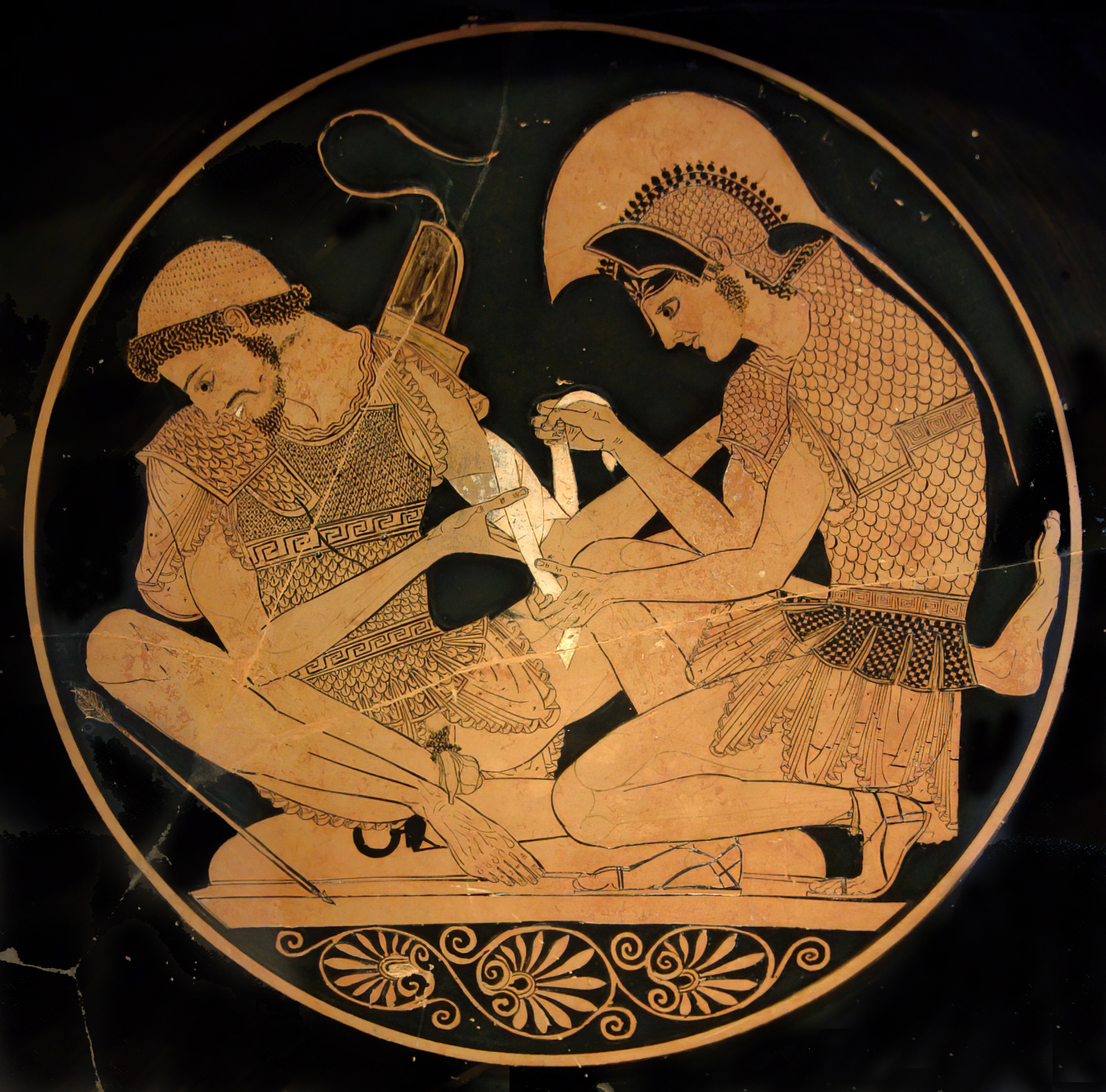
Achille benda Patroclo, kylix a figure rosse di produzione attica

Nell'antica Grecia, l'omosessualità all'interno delle forze armate era considerata, in genere, in maniera positiva, in quanto contribuiva fattivamente all'ethos del valore.
Anche se l'esempio principale e più famoso di ciò è il battaglione sacro tebano, un gruppo di soldati formato esplicitamente da amanti, vi sono conferme significative tratte anche dalla tradizione spartana dell'eroismo militare, in cui vigevano forti legami affettivi derivanti da rapporti omosessuali. Vari autori antichi interpretavano il loro valore e coraggio dimostrato in guerra (ad esempio i 300 durante la battaglia delle Termopili) come dovuto e motivato da un legame omoerotico.
Si può avere la prova di tale pratica nella stessa Iliade di Omero, soprattutto nell'intimo rapporto esistente tra gli eroi achei Achille e Patroclo: anche se Omero non descrive esplicitamente l'esistenza d'un qualche rapporto sessuale tra i due uomini, già molti autori antichi l'avevano presto interpretata come una relazione amorosa.

## Discorsi filosofici
Alcuni filosofi greci hanno trattato il tema dell'omosessualità in campo militare. Nel Simposio di Platone, uno degli interlocutori commenta il fatto che le relazioni sessuali tra maschi migliorino il coraggio in campo militare.
Senofonte, pur non criticando i rapporti sentimentali venutisi a creare tra commilitoni, ridicolizza quei soldati che li hanno fatti diventare l'unica base fondativa della loro formazione militare e si riferisce specificamente agli abitanti di Sparta, Tebe ed Elis.

## Aspetti sociali
Secondo la tradizione bellica antica, le unità militari greche erano strutturate in tribù, pratica questa attribuita già nei poemi omerici a Nestore; si suppone sia stato il comandante tebano Pammenes a sostenere successivamente che l'organizzazione militare fosse basata su coppie di amanti: "Un esercito cementato dall'amicizia fondata sull'amore non potrà mai essere sconfitto".
Lo storiografo moderno David Leitao, tuttavia, ha fatto notare come Plutarco, lo storico più esaustivo riguardo la battaglia di Cheronea, usi termini vaghi, come "così dicono", riguardo al fatto che il comandante di Tebe abbia organizzato le proprie unità militari su coppie di uomini legati sentimentalmente.
Un esempio di questo sistema sembra abbia avuto luogo durante la guerra lelantina tra Eretria e Calcide ed è sempre Plutarco a raccontarlo in un dialogo il cui punto fondamentale che la superiorità dell'amore eterosessuale non implica perciò affatto una condanna o rifiuto di quello omosessuale: durante la battaglia decisiva i calcidesi chiesero l'aiuto di un guerriero di nome Cleomachus; egli rispose favorevolmente alla loro richiesta e portò con sé il proprio amante. Fu grazie al suo prezioso contributo che i calcidesi ottennero la vittoria contro gli avversari: Cleomachius però non sopravvisse alle ferite riportate e gli abitanti di Calcide eressero per lui un mausoleo nella piazza del mercato in sua memoria. Aristotele attribuisce una canzone popolare locale all'evento: "Nella città di Calcide, Amore, sciolto di membra, vive fianco a fianco con coraggio".
L'importanza di queste relazioni durante il periodo giovanile della formazione militare dei cittadini non è stata però priva di polemiche. Secondo Senofonte gli spartani aborrivano in realtà il pensiero d'utilizzare le proprie personali relazioni d'amore tra compagni di caserma come unica base per la formazione delle loro unità militari, ché in tal modo si sarebbe data un'eccessiva importanza alla sessualità a discapito del talento: lo stesso padre della patria spartana, Licurgo, attaccò la concupiscenza derivante dalla bellezza fisica considerandola indegna di un autentico cittadino. Ciò nonostante ebbe sempre un certo successo la pratica di determinare la formazione delle unità militari sulla base delle relazioni di coppia.
I Tebani, come detto, ebbero un tale reparto come nucleo del loro intero esercito: fu proprio questo battaglione sacro a rendere Tebe la più potente tra le città-Stato della Grecia per un'intera generazione fino alla sua caduta per mano di Filippo II il macedone, padre di Alessandro Magno. Il re macedone rimase talmente impressionato dal loro coraggio dimostrato in battaglia che volle erigere immediatamente un monumento sul luogo stesso in cui era avvenuto lo scontro.
Una delle figure militari più di spicco dell'epoca e che godeva d'un alto prestigio era Epaminonda, considerato da Diodoro Siculo il più grande tra gli statisti che Tebe abbia mai avuto. Secondo Plutarco (Amatorius, 17) Epaminonda ebbe due amanti maschi, uno dei quali morì al suo fianco durante la battaglia di Mantinea: furono sepolti insieme, cosa solitamente riservata all'interno della società greca solo a marito e moglie.

## Esempi
Sia il mito classico sia la storia ci danno una notevole quantità d'esempi di coppie di guerrieri legati da un particolare legame amoroso.

### Guerrieri mitici

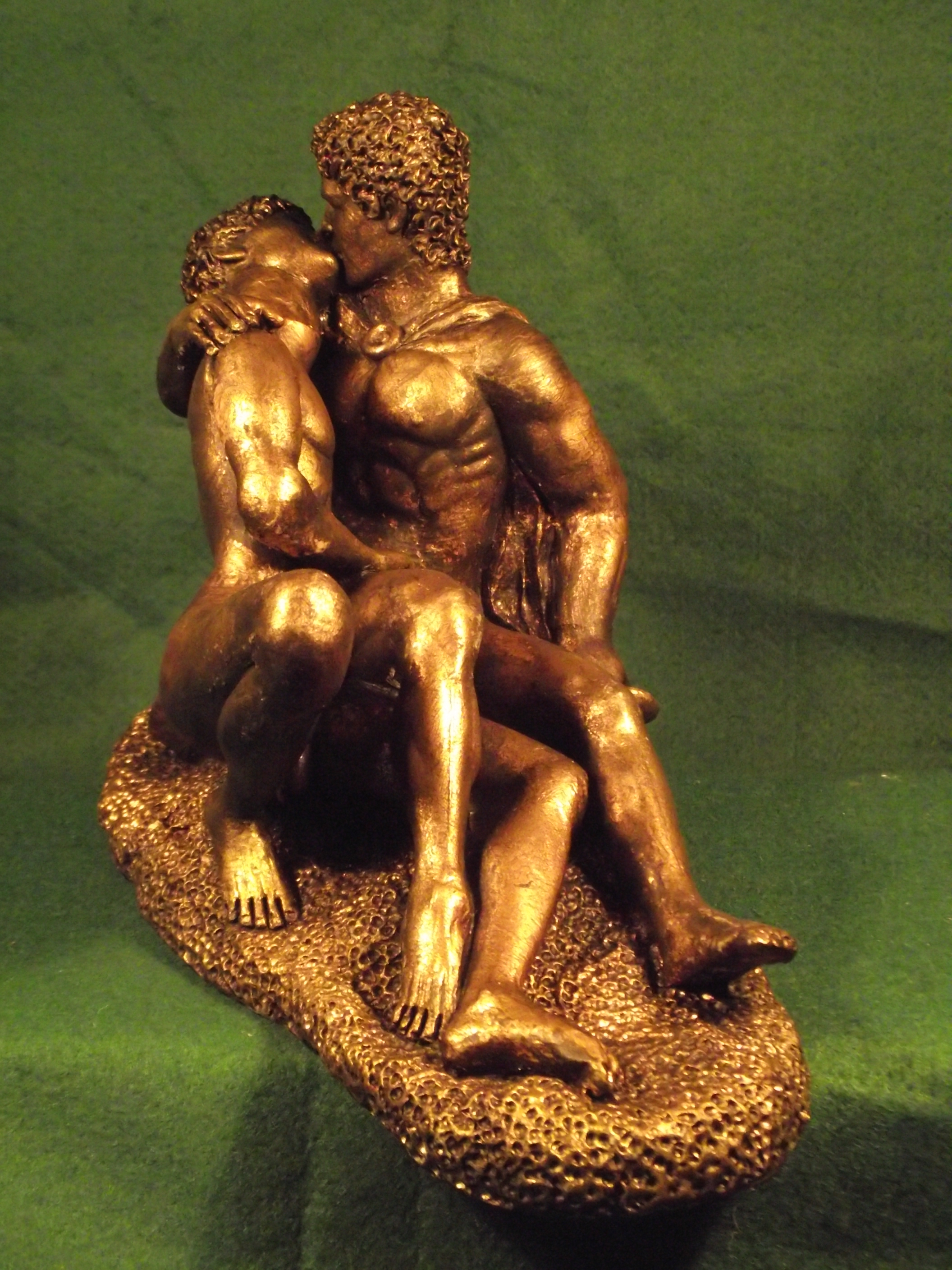
Malcolm Lidbury, Eurialo e Niso

- Achille e Patroclo (il loro amore idealizzato è stato preso ad esempio da tutti i futuri amanti guerrieri storici)
- Ati e Licabas (coppia orientale)
- Eracle e Abdero
- Eracle e Ila
- Eracle e Iolao (zio e nipote)
- Eurialo e Niso
- Oreste e Pilade (cugini)
- Teseo e Piritoo

### Guerrieri storici
- Cimone: leader della lega di Delo e comandante della marina ateniese durante la guerra contro i Persiani.
- Epaminonda: generale tebano, sepolto assieme al suo amante dopo la morte avvenuta durante la battaglia di Mantinea.
- Armodio e Aristogitone: gli amanti tirannicidi che permisero l'instaurazione del sistema democratico ad Atene.
- Gorgida: fondatore del battaglione sacro tebano.
- Pelopida: uno dei comandanti del battaglione sacro.
- Alessandro Magno ed Efestione: l'allora principe di Macedonia e il suo futuro generale erano amanti.
- Meleagro: comandante della fanteria dell'esercito macedone ai tempi di Alessandro Magno.